# Alexander Utendal
Alexander Utendal (* nach 1530 möglicherweise in Gent; † 7. Mai 1581 in Innsbruck) war ein franko-flämischer Komponist, Kapellmeister und Sänger der Renaissance.

## Leben und Wirken
Über die Herkunftsfamilie und die Ausbildungszeit von Alexander Utendal ist nichts überliefert worden. Er selbst hat in einem Brief vom 15. Juli 1580 an Kurfürst August von Sachsen (1526–1586) dargelegt, dass er seit jungen Jahren dem Hause Österreich dienen würde. Brüsseler und spanische Unterlagen aus der Hofhaltung der Habsburger enthalten Hinweise auf eine nicht im Einzelnen bezeichnete Tätigkeit von Utendal im Dienst von Maria von Ungarn. Im Jahr 1564 ist er als Alt-Sänger in die neu gegründete Prager Kapelle von Erzherzog Ferdinand eingetreten; für das darauffolgende Jahr gibt es einen Beleg für seine Eheschließung mit Dorothea Berbinger. Herzog Ferdinand verlegte die Kapelle 1566/67 nach Innsbruck und Utendal folgte dorthin. Der Komponist hat etwa im Herbst 1572 bei seinem Dienstherrn um eine Gehaltserhöhung nachgesucht; in diesem Zusammenhang ist seine gegen Ende 1572 erfolgte Ernennung zum Kapellknaben-Praezeptor und damit zum Vizekapellmeister zu sehen. Offiziell führte er diesen Titel erst ab 1580. Utendal hatte die Kapellknaben im Singen und im Komponieren zu unterrichten; für diese Aufgabe musste er in den folgenden Jahren mehrfach um Zuschüsse seitens der herzoglichen Hofhaltung bitten, die ihm meistens gewährt worden sind. Auf Kosten der Hofkasse hat er 1579 das „Waldner Häusl“ in Innsbruck gekauft. Obwohl Utendal immer wieder unter finanziellen Engpässen zu leiden hatte, hat er im Jahr 1580 eine Berufung zum Dresdener Hofkapellmeister als Nachfolger von Antonio Scandello abgelehnt. Im darauffolgenden Frühjahr ist der Komponist in Innsbruck verstorben. Seine kinderlos gebliebene Witwe heiratete wenig später einen gewissen Georg Marperg und ist diesem nach Böhmen gefolgt.

## Bedeutung
Das Gesamtwerk von Alexander Utendal beinhaltet alle zu seiner Zeit aktuellen Gattungen außer dem Madrigal. In seinen Kompositionen kommen Chromatik und homophone Mehrchörigkeit nur vereinzelt vor; insbesondere in seinen geistlichen Werken hält er sich an den linear-polyphonen Stil der herkömmlichen franko-flämischen Musik. Zur Gruppe der Bußpsalm-Vertonungen hat Utendal einen bedeutsamen Beitrag geleistet; diese „Septem psalmi poenitentiales“, erschienen Nürnberg 1570, sind wahrscheinlich auf Anregung seines Dienstherrn in den frühen Innsbrucker Jahren entstanden und diesem gewidmet. Im Gegensatz zu dem zehn Jahre früher entstandenen Psalmzyklus von Orlando di Lasso hat Utendal seinen Zyklus an den zwölf Modi des „Dodekachordon“ von Heinrich Glarean ausgerichtet. Glareans Lehre wurde zu dieser Zeit wohl in musiktheoretischen Abhandlungen diskutiert, war aber für das praktische Komponieren durchaus umstritten. Die genannten Bußpsalmen führten zu mehrfachen Diskussionen in musiktheoretischen Veröffentlichungen seiner Zeit, beispielsweise in der Schrift „Musica poetica“ (1606) von Joachim Burmeister. Die weltlichen Werke Utendals zeigen einen Satz, der von den Oberstimmen geprägt ist und sich in der Textbehandlung am Typ des Madrigals orientiert. In der Notenschrift hat der Komponist als einer der ersten Musiker zur Aufhebung einer Tiefalteration das heute übliche Auflösungszeichen anstelle des Kreuzes benutzt.

## Werke
(Vokalmusik, in der Reihenfolge des Erscheinens)
- Geistliche Werke
  - 2 Motetten, in „Novi thesauri musici liber primus“ zu vier bis acht Stimmen, Venedig 1568
  - 5 Motetten in „Novi atque catholici thesauri musici, Liber 2“ zu vier bis acht Stimmen, Venedig 1568
  - „Septem psalmi poenitentiales“, Nürnberg 1570
  - „Sacrarum cantionum, quas vulgo Motetas vocant, […] quinque vocibus attemperatarum liber primus“, Nürnberg 1571
  - „Sacrae cantiones (vulgo Motecta [sic!] appellatae) sex et plurium vocum […]. Liber secundus“, Nürnberg 1573
  - „Tres missae […] Item Magnificat, per octo tonos“ zu vier bis sechs Stimmen, Nürnberg 1573
  - „Liber tertius sacrarum cantionum, (quas vulgo Motetas vocant) […] quinque & sex vocibus compositarum […]“, Nürnberg 1577
  - 1 Motette in „Thesaurus motetarum“, Straßburg 1589
  - weitere Werke in diversen Manuskripten
- Weltliche Werke
  - „Fröliche neue Teutsche und Frantzösische Lieder“, Nürnberg 1574
  - 1 Werk in „Ein schön nutz unnd gebreüchlich Orgel Tabulaturbuch“ zu vier bis 12 Stimmen, Laugingen 1583
  - 3 Lieder in „Schöner, ausserlessener, geistlicher und weltlicher teutscher Lieder“ zu vier Stimmen, München 1585